# Nyctiophylax rhamphodes
Nyctiophylax rhamphodes är en nattsländeart som först beskrevs av Arturs Neboiss 1994.  Nyctiophylax rhamphodes ingår i släktet Nyctiophylax och familjen fångstnätnattsländor. Inga underarter finns listade i Catalogue of Life.